# Endophragmia dimorphospora
Endophragmia dimorphospora är en svampart som beskrevs av Awao & Udagawa 1974. Endophragmia dimorphospora ingår i släktet Endophragmia, divisionen sporsäcksvampar och riket svampar.   Inga underarter finns listade i Catalogue of Life.